# Eriocaulon sclerophyllum
Eriocaulon sclerophyllum är en gräsväxtart som beskrevs av W.L.Ma. Eriocaulon sclerophyllum ingår i släktet Eriocaulon och familjen Eriocaulaceae. Inga underarter finns listade i Catalogue of Life.